# Tony Romo
Tony Romo, nome completo Antonio Ramiro Romo (San Diego, 21 aprile 1980), è un ex giocatore di football americano statunitense che ha militato nel ruolo di quarterback per tutta la carriera con i Dallas Cowboys della National Football League (NFL).
Al college giocò a football per la Eastern Illinois University, un istituto della NCAA Division I-AA school. Non selezionato nel Draft 2003, Romo firmò come free agent con i Dallas Cowboys. Dopo due stagioni passate come holder, Romo sostituì il precedente quarterback titolare Drew Bledsoe durante una gara contro i New York Giants nella stagione 2006. È stato convocato per il Pro Bowl nel 2006, 2007, 2009 e 2014, tutte stagioni in cui i Cowboys raggiunsero i playoff. Detiene diversi record della franchigia, inclusi quelli per il maggior numero di passaggi da touchdown in carriera, per il maggior numero di gare da 300 yard passate e di partite con tre o più touchdown passati.

## Carriera universitaria
Romo al college giocò negli Eastern Illinois Panthers, squadra rappresentante l'Università dell'Eastern Illinois, dal 2000 al 2002. Fu premiato con il Walter Payton Award nel 2002 e guidò la squadra al titolo della Ohio Valley Conference nel 2001. Nel 2009 il suo numero 17 fu ritirato dall'istituto.

## Carriera professionistica

### Dallas Cowboys
Romo non fu selezionato nel Draft 2003, firmando poi come free agent coi Dallas Cowboys. Iniziò il training della stagione 2003 come ultimo quarterback nelle gerarchie dei Cowboys, dietro Quincy Carter e Chad Hutchinson. Nel 2004 i Cowboys svincolarono Hutchinson e ingaggiarono il veterano Vinny Testaverde, oltre ad acquisire dagli Houston Texans il quarterback Drew Henson. Romo era sul punto di finire fuori dal roster, quando Quincy Carter fu svincolato in seguito alle accuse di aver fatto abuso di sostanze vietate. Dopo la fine dell'esperienza di Vinny Testaverde a Dallas nel 2005, i Cowboys ingaggiarono l'altro veterano Drew Bledsoe, l'ottavo quarterback titolare per i Cowboys dal 2000.
Una delle prime grandi partite giocate da Romo fu nel 2004, quando (come terzo quarterback) corse il touchdown della vittoria nella gara di pre-stagione contro gli Oakland Raiders. Debuttò in una gara di campionato il 12 settembre del 2004 contro i Minnesota Vikings, indossando la maglia numero 9. Salito al ruolo di prima riserva nel 2005, Romo ebbe prestazioni convincenti nelle stagioni 2005 e 2006. Dopo la stagione 2006, Sean Payton (diventato capo-allenatore dei New Orleans Saints), offrì una scelta del terzo giro nel tentativo di avere Romo, ma il presidente dei Cowboys, Jerry Jones, rifiutò, chiedendo almeno una scelta del secondo giro. Romo sarebbe divenuto il quarterback titolare della squadra di Dallas dopo l'infortunio di Drew Bledsoe nella partita contro i New York Giants il 23 ottobre 2006.

#### Stagione 2006

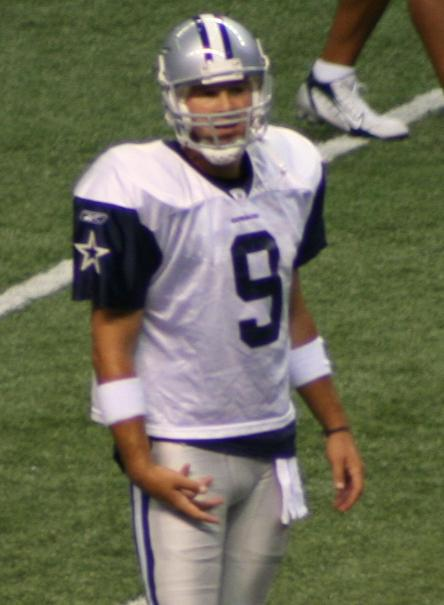
Romo nella pre-stagione 2006.

Romo iniziò la stagione come riserva di Drew Bledsoe. Giocò il suo primo snap della stagione in una gara casalinga contro gli Houston Texans il 15 ottobre. Il suo primo passaggio nella NFL fu un completo da 33 yard per Sam Hurd. L'altro suo solo passaggio della partita fu un passaggio da touchdown da due yard, il suo primo nella NFL, per Terrell Owens.
Nella partita seguente, contro i Giants, Bledsoe si infortunò, Romo lo sostituì e completò 14 passaggi su 25 per 227 yard, 2 touchdown e 3 intercetti (uno ritornato in touchdown). Due giorni dopo, il 25 ottobre, il capo-allenatore dei Cowboys Bill Parcells annunciò che Romo sarebbe partito titolare nella gara seguente contro i Carolina Panthers nel Sunday Night Football. Romo guidò i Cowboys alla vittoria nella sua prima partita da titolare, 35–14, venendo votato miglior giocatore della partita.
Il 19 novembre 2006 guidò i Cowboys alla vittoria sugli Indianapolis Colts, ultima squadra imbattuta della lega. Romo completò 19 passaggi su 23 nella vittoria 21–14. Quattro giorni dopo, nel Giorno del Ringraziamento, passò 5 touchdown senza intercetti nella vittoria contro i Buccaneers.
Grazie a Romo, i Cowboys raggiunsero un posto nei playoff per la seconda volta con Bill Parcells da capo-allenatore, la prima dal 2003. Terminò la stagione 2006 con 220 passaggi completi su 337 tentativi per 2.903 yard, 19 touchdown e 13 intercetti, con passer rating di 95,1.
Il 6 gennaio 2007 i Dallas Cowboys affrontarono in trasferta i Seattle Seahawks nel primo turno di playoff. Con la sua squadra in svantaggio per 21-20 e 79 secondi rimanenti, Dallas tentò un field goal da 19 yard. Romo però, sceso in campo come holder in quell'azione, commise un fumble impedendo al proprio kicker di calciare. Tentò allora di correre verso la end zone per segnare un touchdown ma fu fermato a una yard di distanza dal defensive back di Seattle Jordan Babineaux. Seattle vinse alla fine la partita. Romo finì la stagione al settimo posto per yard passate e in passaggi da touchdown (19).

#### Stagione 2007
Romo iniziò la stagione con 4 passaggi da touchdown più uno corso, il primo della carriera, battendo i New York Giants 45–35 nella prima partita dell'anno. Le sue 345 yard passate furono il massimo della NFL nella prima settimana. Nella settimana 5 durante il Monday Night Football contro i Buffalo Bills, Romo lanciò cinque intercetti ma Dallas vinse comunque la partita. A fine anno lanciò per 4.211 yard (terzo nella NFL) e 36 passaggi da touchdown (secondo solo a Tom Brady). Il suo 97,4 di passer rating fu quinto nella NFL dietro Brady, Ben Roethlisberger, David Garrard e Peyton Manning.

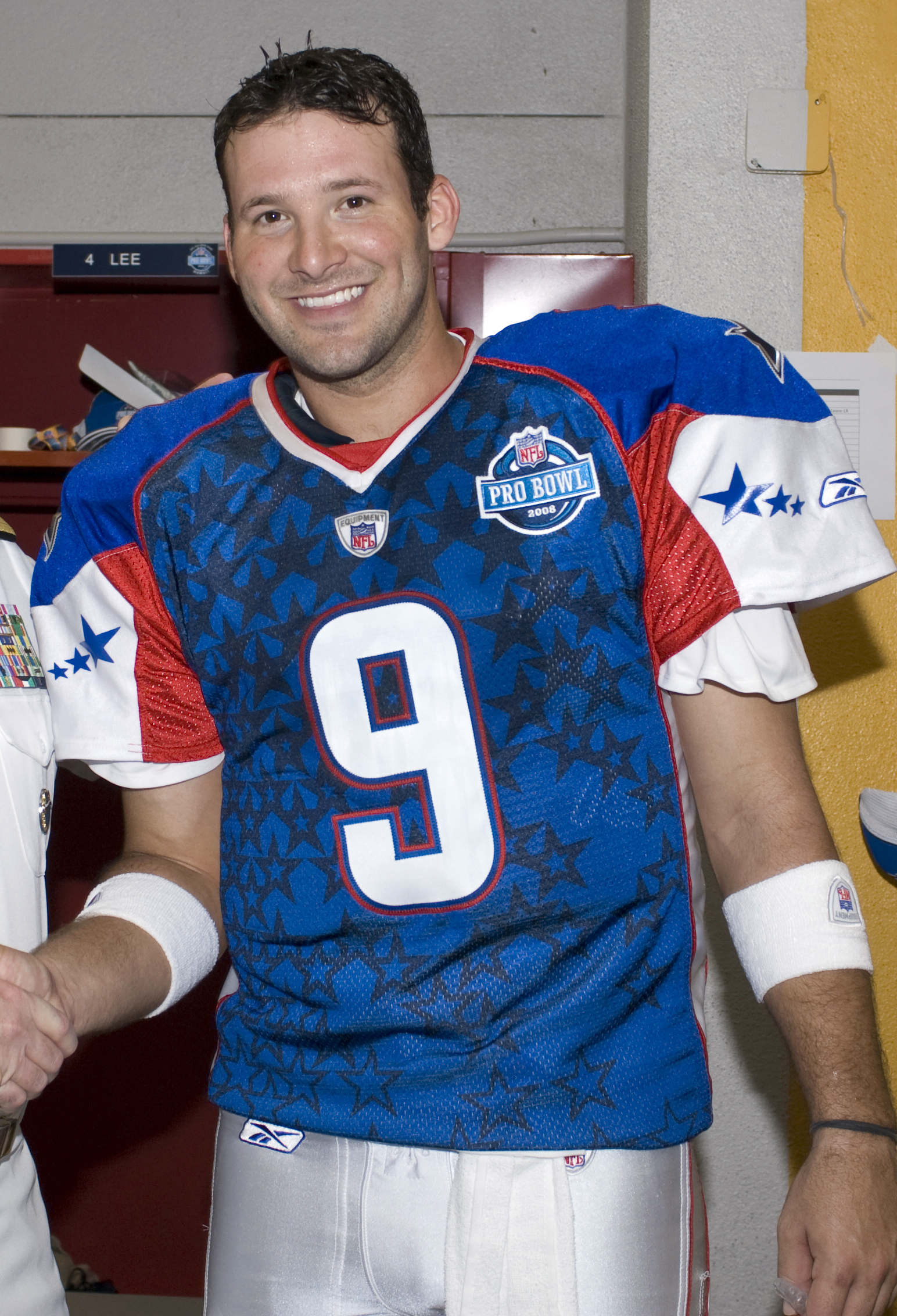
Romo prima del Pro Bowl 2008

Il 29 ottobre Romo firmò un contratto di sei anni del valore di 67,5 milioni di dollari coi Cowboys.
Il 13 gennaio 2008, nel turno di playoff contro i New York Giants, Romo non riuscì a guidare la sua squadra ad una vittoria in rimonta. Al quarto down, con meno di un minuto e senza timeout rimanenti, Romo lanciò la palla in endzone ma fu intercettato dal cornerback R. W. McQuarters, coi Cowboys che persero 21–17 venendo eliminati.

#### Stagione 2008
Il 7 settembre 2008 Romo guidò i Cowboys alla vittoria 28–10 sui Cleveland Browns nel debutto stagionale. Romo completò 24 passaggi per 320 yard e un touchdown. Dopo la gara, a Romo furono applicati 13 punti di sutura per un grosso taglio al mento, infortunio causatogli dal linebacker Willie McGinest.
Romo e Cowboys vinsero le prime 3 partite della stagione prima di perdere coi Washington Redskins. Durante la partita persa contro i Cardinals Romo si infortunò, venendo sostituito nella 3 partite successive da Brad Johnson, coi Cowboys che ne persero due.
In quella che divenne di fatto una vera e propria partita ad eliminazione per centrare i playoff, Romo e i Cowboys persero coi Philadelphia Eagles 44–6. Romo perse 3 palloni passando 21 completati su 39 per 183 yard senza touchdowns. La sconfitta portò il record in carriera di Romo nel mese di dicembre a 5–8 e sollevò questioni sulla sua affidabilità in partite chiave della stagione.

#### Stagione 2009
Romo guidò i Cowboys alla vittoria 34–21 sui Tampa Bay Buccaneers nella partita inaugurale. Romo completò 16 passaggi su 27, stabilendo il suo nuovo record in carriera di 353 yard e 3 touchdown.
Romo e i Cowboys furono sconfitti nella settimana 2 dai New York Giants nel debutto dei Cowboys nel nuovo Cowboys Stadium. Romo completò 13 passaggi su 29 per 127 yard e 1 touchdown. Lanciò anche tre intercetti, uno dei quali ritornato in touchdown. La sconfitta attirò pesanti critiche da parte dei media e da parte di ex giocatori dei Cowboys, tra cui l'hall of famer Tony Dorsett, su Romo e sulle sue prestazioni nelle grandi partite.

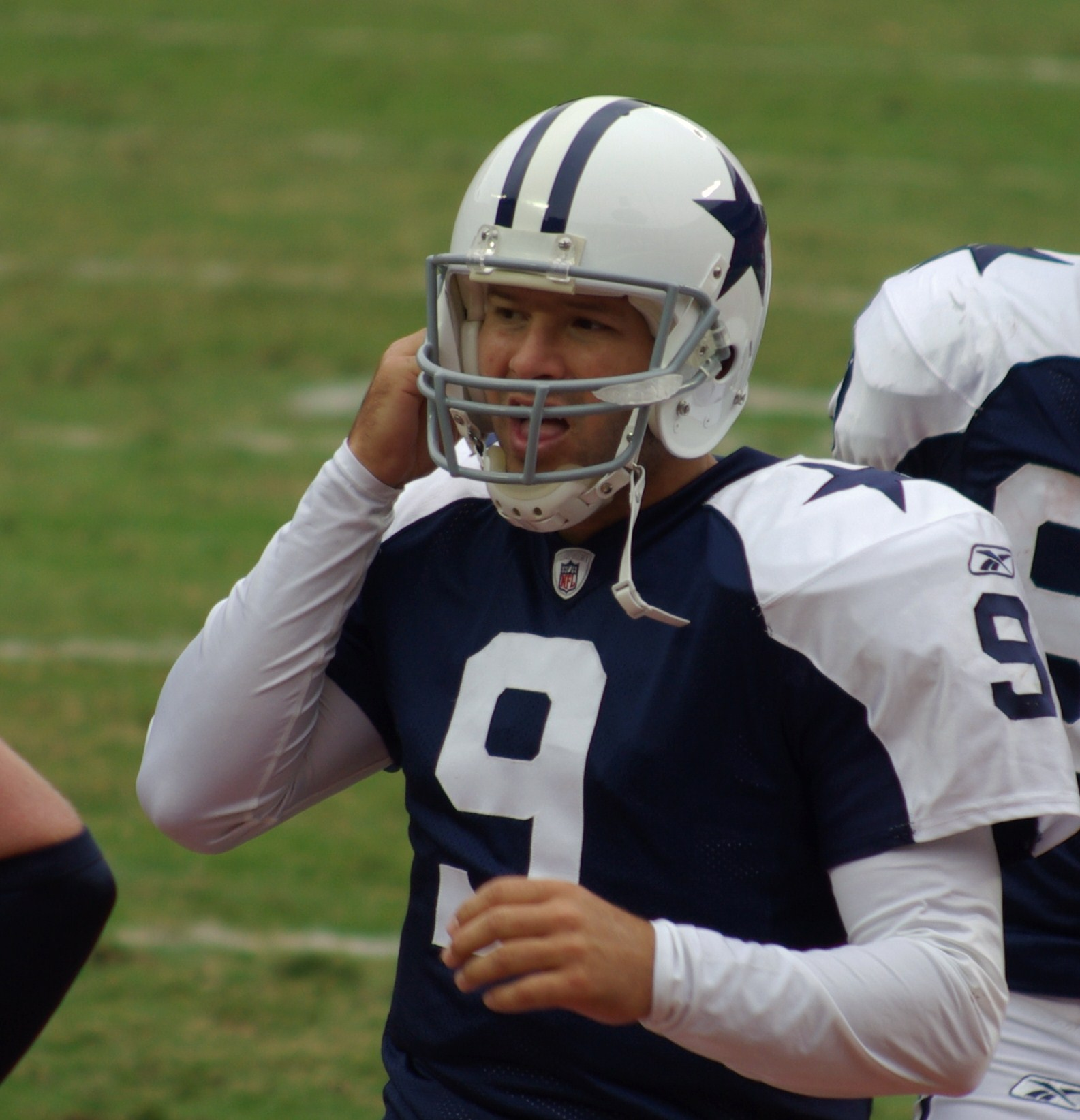
Tony Romo contro i Kansas City Chiefs nel 2009

In dicembre, nella gara di ritorno, in trasferta, contro i New York Giants, Romo passò il suo nuovo record con 392 yard, insieme a tre touchdown, anche se Dallas perse anche quella partita. Nella settimana 15, Romo guidò i Cowboys alla vittoria contro una squadra imbattuta nella stagione per la seconda volta in carriera. Dopo il 2006 e i Colts, il 19 dicembre 2009 toccò ai New Orleans Saints che erano al record di 13-0. Romo lanciò per 312 yards, 1 touchdown e nessun intercetto.
Romo finì la stagione come l'unico quarterback nella storia della franchigia a giocare ogni singolo snap della stagione regolare. Egli stabilì anche il suo record di yard passate con 4.483 yards ed il primo quarterback di Dallas a superare i 20 touchdown con meno di 10 intercetti.
I Dallas Cowboys vinsero la NFC East grazie alla vittoria nell'ultima partita, ottenendo il secondo titolo di division in tre stagioni complete di Romo come quarterback titolare.
Romo ebbe un 104,9 di passer rating nella vittoria 34-14 sui Philadelphia Eagles nel primo turno di playoff, la sua prima in carriera e la prima vittoria nei playoff di Dallas in 13 anni .
La stagione dei Cowboys finì nel turno seguente contro i Minnesota Vikings. Romo commise tre fumble (perdendone due), un intercetto e subì 6 sack nella sconfitta 34-3.

#### Stagione 2010

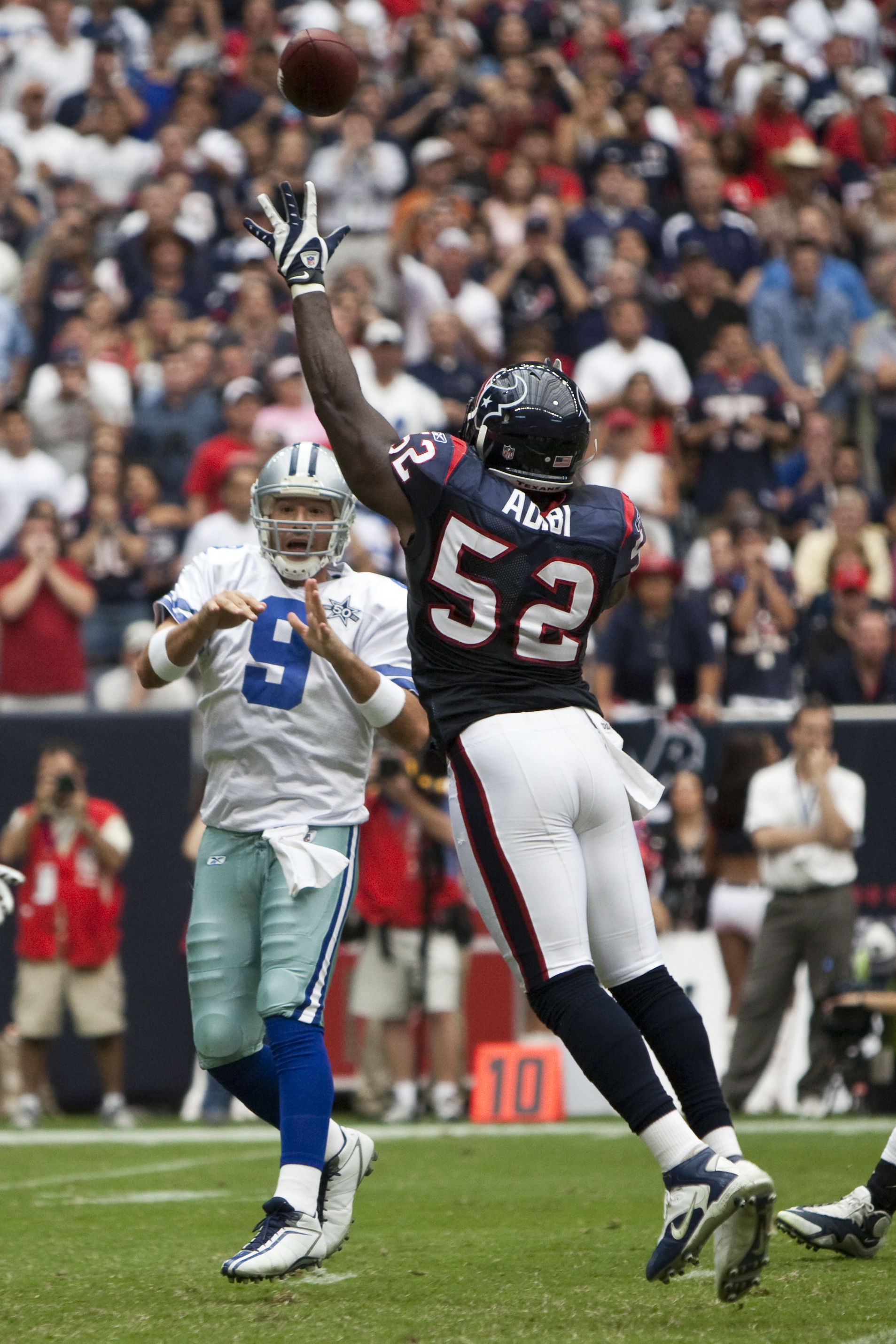
Un passaggio di Romo contro i Texans nel 2010

Nella settimana 5 contro i Tennessee Titans, Romo lanciò 406 yard (suo nuovo record personale) e 3 touchdowns. Egli però lanciò due intercetti decisivi nell'ultimo quarto, che costarono la sconfitta per 34-27 al Cowboys Stadium. Romo e i Cowboys erano quindi alla disperata ricerca di una vittoria, avendo un record di 1-3 e l'ultimo posto nella division, quando giocarono contro i Minnesota Vikings, anch'essi sull'1-3 e bisognosi di una vittoria. Romo lanciò per oltre 200 yard e 3 TD ma commise altri due gravi intercetti e i Cowboys persero 24-21.
Il 25 ottobre 2010 si ruppe la clavicola sinistra cadendo a terra dopo il tackle del linebacker Michael Boley dei New York Giants. Il 21 dicembre venne messo sulla lista degli infortunati, sostituito dal veterano John Kitna.
Nelle sole sei partite disputate durante l'anno, Romo passò per 11 touchdown con 7 intercetti, con 1.605 yard totali.

#### Stagione 2011
Nella stagione 2011, nella seconda settimana contro i San Francisco 49ers, dopo aver subito un infortunio ad una costola, decise comunque di rientrare nel 4º quarto. Romo portò i Cowboys prima ai supplementari e poi a vincere la partita. Per questa prova vinse il titolo GMC Never Say Never Moment della settimana. I Cowboys furono in corsa per i playoff per tutta la stagione ma persero due gare chiave contro i Giants nel finale di stagione, complice anche un infortunio di Romo, e restarono nuovamente fuori dai playoff.
Romo chiuse il 2011 giocando tutte le partite malgrado l'infortunio subito nel finale di stagione. Egli terminò col miglior passer rating della sua carriera (102,5), lanciando 4.184 yard e 31 touchdown passati, 10 intercetti oltre ad un altro touchdown su corsa. A fine stagione, Romo fu votato al 91º posto nella NFL Top 100, l'annuale classifica dei migliori cento giocatori della stagione.

#### Stagione 2012
Il 5 settembre 2012, nella prima gara della nuova stagione, i Cowboys si vendicarono dei New York Giants campioni in carica che li avevano esclusi dalla corsa ai playoff l'annata precedente, vincendo 24-17 in trasferta. Romo giocò un'ottima partita completando 22 passaggi su 29 tentativi per 307 yard, 3 touchdown e un intercetto. Nel turno successivo i Cowboys persero la prima gara stagionale contro i Seattle Seahawks. Tony completò 23 passaggi su 40 per 251 yard, un touchdown e un intercetto.
Nella settimana 3 i Cowboys tornarono alla vittoria contro i Buccaneers: Romo passò 283 yard senza touchdown e con un intercetto. Nella settimana successiva, i Cowboys persero la seconda gara stagionale contro i Chicago Bears con Romo che giocò una partita disastrosa lanciando ben 5 intercetti.
Dopo la settimana di pausa, i Cowboys uscirono nuovamente sconfitti nella gara contro i Baltimore Ravens con Romo che passò 261 yard con 2 touchdown e un intercetto.
Nella settimana 7 Dallas vinse contro i Carolina Panthers con Romo che passò 227 yard con un touchdown. Nella settimana 8, in casa contro i Giants, la gara fu una girandola di emozioni: dopo essere stati in vantaggio per 23-0, i Giants si fecero rimontare da Dallas e passarono in svantaggio nel quarto periodo. Dallas però si fece rimontare a sua volta finendo per perdere 29-24. Romo passò un touchdown e subì ben 4 intercetti, passando 437 yard con 62 passaggi tentati. I Cowboys scesero a un record di 5-3 a metà stagione perdendo con gli imbattuti Falcons nella settimana 9. Romo passò 321 yard con un touchdown.
Nella settimana 10 i Cowboys ottennero un'importante vittoria nello scontro diretto tra due squadre in difficoltà contro gli Eagles. Romo passò 209 yard con 2 touchdown e nessun intercetto. Nel turno seguente i Cleveland Browns misero in seria difficoltà i Cowboys che però alla fine vinsero ai supplementari. Romo passò 313 yard con un touchdown.
Nella gara del Giorno del Ringraziamento, Romo stabilì il nuovo proprio primato in carriera passando 441 yard con 3 touchdown e 2 intercetti, che però non riuscirono a colmare il largo deficit accumulato dai Cowboys alla fine del primo tempo, finendo per perdere coi Redskins.
Dallas tornò alla vittoria contro gli Eagles con una grande gara di Romo che passò 303 yard e tre touchdown senza subire intercetti, rimanendo in corsa per la vittoria della NFC East grazie alla contemporanea sconfitta dei Giants coi Redskins.
Con una vittoria all'ultimo istante nella settimana 14 in casa dei Bengals, Dallas si portò su un record di 7-6. Romo guidò la rimonta dei Cowboys con 268 yard, un touchdown e un intercetto.
Dallas restò aggrappata al treno dei playoff battendo in rimonta ai supplementari gli Steelers nella settimana 15. Romo giocò un'ottima prova passando 341 yard e 2 touchdown. Malgrado un'ottima rimonta nel finale di gara contro i Saints la domenica successiva, 416 yard e 4 touchdown passati da Romo non furono sufficienti ai Cowboys che persero ai supplementari.
Nell'ultimo turno di campionato, i Cowboys necessitavano di una vittoria sui Redskins per accedere ai playoff. Dopo uno spettacolare mese di dicembre in cui aveva lanciato 10 touchdown e un solo intercetto nelle prime tre gare, Romo fallì ancora nel momento decisivo subendo tre intercetti (con 2 touchdown) nella sconfitta, con Dallas che rimase fuori dai playoff per il terzo anno consecutivo. La stagione si concluse con 4.903 yard passate (terzo nella lega), 28 passaggi da touchdown e 19 intercetti, il peggior risultato della NFL insieme a Drew Brees.

#### Stagione 2013
Il 29 marzo 2013 il trentaduenne Romo e i Cowboys raggiunsero un accordo per un nuovo contratto della durata di sei anni, per un valore di 108 milioni di dollari, di cui 55 milioni garantiti e 25 milioni di bonus alla firma. Nella settimana 1 i Cowboys batterono per la prima volta i Giants all'AT&T Stadium dalla sua inaugurazione nel 2009. Romo passò 263 yard con 2 touchdown per Jason Witten e un intercetto. La settimana successiva Dallas perse coi Chiefs malgrado 298 yard ed un touchdown passati da Romo. I Cowboys tornarono alla vittoria nella settimana 3 coi Rams con 210 yard e 3 touchdown passati dal quarterback.
Nella settimana 5 contro gli imbattuti Denver Broncos, Romo stabilì il nuovo record di franchigia dei Cowboys con 506 yard passate (il primo giocatore di Dallas a superare le 500 yard in una gara) con 5 passaggi da touchdown ma macchiò la sua splendida prova con un intercetto decisivo nel finale di partita, che diede la vittoria a Denver sul filo di lana. Per questa prestazione fu premiato per la quarta volta in carriera come quarterback della settimana. Dallas tornò alla vittoria la settimana seguente contro i Redskins con 170 yard e un TD di Romo (un intercetto subito) e con la vittoria nella settimana 7 in trasferta sugli Eagles i Cowboys si presero la vetta della NFC East da soli. In quella gara, Romo superò il record NFL di Kurt Warner per il maggior numero di yard passate nelle prime cento gare come titolare in carriera, e pareggiò il suo stesso record di franchigia con la ventesima gara consecutiva con almeno un touchdown passato. La domenica successiva Dallas sprecò un largo vantaggio venendo sconfitta dai Lions in una gara al cardiopalma, con Romo che passò 206 yard e 3 touchdown.
Nella settimana 9, Romo guidò Dallas a una vittoria dell'ultimo minuto contro i Vikings passando il touchdown del sorpasso a Dwayne Harris a 35 secondi dal termine. Dopo una sconfitta coi Saints e la settimana di pausa, i Cowboys batterono in trasferta i Giants, togliendo loro le residue possibilità di raggiungere i playoff e raggiungendo gli Eagles in testa alla division. Romo terminò con 250 yard passate, 2 due touchdown per Jason Witten e un intercetto. Quattro giorni dopo, nella gara del Giorno del Ringraziamento, Dallas batté Oakland con 225 yard e un passaggio da touchdown del quarterback, pur rallentato da una forma influenzale.
Dopo una sconfitta contro i Bears nel Monday Night, i Cowboys nella settimana 15 si trovarono in vantaggio per 26-3 alla fine del primo tempo contro i Packers, un risultato che poteva stare persino loro stretto. La squadra e Romo però collassarono nel secondo tempo, col quarterback che subì 2 intercetti negli ultimi 90 secondi di gara e alla fine Green Bay la spuntò per 37-36 in una delle più grandi sorprese della stagione. Con questa sconfitta il record di Romo nel mese di dicembre scese a 5 vittorie e 25 sconfitte. Fu la prima vittoria di Green Bay a Dallas dalla stagione 1989.
Dopo che nei giorni precedenti alla gara erano emerse voci di un irrigidimento dei rapporti tra Romo e il running back titolare DeMarco Murray, nella settimana 16 contro i Redskins Romo passò proprio a Murray il touchdown della vittoria a un minuto dal termine, scongiurando un'altra sconfitta in rimonta come la settimana precedente. In quella gara subì però un infortunio alla schiena che lo costrinse a saltare la resa dei conti con gli Eagles nell'ultima gara della stagione, e a sottoporsi a un intervento chirurgico. La sua stagione si concluse con 3.828 yard passate, 31 touchdown (quinto della lega e secondo massimo in carriera eguagliato) e 10 intercetti. Fu votato al 71º posto nella NFL Top 100 dai suoi colleghi.

#### Stagione 2014
Tornato in campo dopo l'operazione chirurgica nella settimana 1 della stagione 2014 contro i 49ers, Romo lanciò tre intercetti in tre azioni consecutive, una cosa mai capitatagli in carriera, con la sua squadra che fu sconfitta 28-17. La prima vittoria giunse la settimana successiva in casa dei Titans in cui passò 176 yard e un touchdown. Nella settimana 3 Dallas rimontò uno svantaggio di 21 punti (eguagliando il record della storia della franchigia) contro i Rams andando a vincere 34-31 in una gara in cui Romo passò 217 yard e 2 touchdown. Nel turno successivo la squadra partì per la prima volta con un record di 3-1 nella gestione di Jason Garrett, ottenendo la prima vittoria in casa sui Saints dal 1991. Romo passò 262 yard e 3 touchdown, 2 dei quali per Terrance Williams.
Nella settimana 6 i Cowboys inflissero ai Seattle Seahawks la sola seconda sconfitta in casa negli ultimi tre anni, e salirono a un record di 5-1. Romo concluse quella partita con 250 yard passate e 2 touchdown. La sesta vittoria consecutiva invece giunse contro i Giants, in cui passò 279 yard, 3 touchdown e un intercetto. La serie positiva si interruppe a sorpresa nel Monday Night della settimana 8 contro i Washington Redskins, ultimi nella division e che schieravano il loro terzo quarterback: Romo fu costretto ad abbandonare il campo nel terzo quarto dopo un sack subito da Keenan Robinson, malgrado la forte contusione subita tornò in campo nell'ultimo quarto ma Dallas fu superata con un field goal ai supplementari. Dopo che Romo dovette restare a riposo per tutta la settimana a causa del problema alle vertebre riportato, il titolare nella partita successiva fu Brandon Weeden.
Tornato come titolare dopo la gara di stop, Romo riportò la squadra alla vittoria battendo i Jacksonville Jaguars a Londra in cui passò 246 yard e tre touchdown, uscendo precauzionalmente nel finale a risultato deciso. Dopo la settimana di pausa, Tony guidò Dallas alla vittoria in rimonta in casa dei Giants, passando 4 touchdown, incluso quello del definitivo sorpasso, lanciato a Dez Bryant a 61 secondi dal termine. Per questa prestazione fu premiato per la quinta volta in carriera come quarterback della settimana.
Dopo una sconfitta con gli Eagles il giorno del Ringraziamento, Dallas batté in trasferta i Chicago Bears nella partita del giovedì notte della settimana 13, salendo a un record di 9-4 e assicurandosi la prima annata con un record positivo dopo tre stagioni consecutive terminate con un bilancio di 8-8. Romo terminò la gara con 21 passaggi completati su 26 per 205 yard e tre touchdown. Sette giorni dopo i Cowboys si vendicarono degli Eagles battendoli in trasferta per 38-27, col quarterback che passò 265 yard e tre touchdown, tutti per Dez Bryant.
Il penultimo turno fu una gara da ricordare per Romo: completò 18 passaggi su 20 tentativi per 218 yard e 4 touchdown nella netta vittoria per 42-7 sui Colts che diede ai Cowboys la vittoria della division per la prima volta dal 2009. Inoltre superò il record di Troy Aikman diventando il leader di tutti i tempi della franchigia per yard passate in carriera. A fine mese fu premiato per la quarta volta in carriera come giocatore offensivo della NFC del mese, inoltre ebbe il più alto passer rating di tutti i tempi nel mese di dicembre, 133,7 (minimo 100 passaggi tentati). La sua stagione regolare si chiuse guidando la NFL con un passer rating di 113,2, con 3.705 yard passate, 34 touchdown (quarto nella lega) e 9 intercetti, venendo convocato per il quarto Pro Bowl in carriera e inserito nel Second-team All-Pro.
Il 3 gennaio 2015, nel turno delle wild card, i Cowboys rimasero in svantaggio per la quasi totalità della partita contro i Detroit Lions, finché Romo trovò Terrance Williams con un touchdown a 2 minuti e 32 secondi dal termine, firmando il sorpasso e la prima vittoria nei playoff di Dallas da cinque anni. La sua prestazione terminò con 293 yard passate e 2 TD, entrambi per Williams. La corsa del club si interruppe la settimana successiva al Lambeau Field di Green Bay perdendo coi Packers per 26-21 malgrado una partita precisa del quarterback che completò 15 passaggi su 19 per 191 yard e 2 touchdown.

#### Stagione 2015
Dopo una vittoria coi Giants nella prima partita, Romo fu costretto ad abbandonare il campo nella seconda per un infortunio che si rivelò essere la frattura di una clavicola, e fu posto in lista infortunati dovendoci rimanere almeno sino alla settimana 10. Durante la sua assenza, i Cowboys persero tutte le 7 partite disputate, la loro peggiore striscia dal 1989. Il suo ritorno nella settimana 11 coincise con quello alla vittoria di Dallas contro i Miami Dolphins, in cui Romo si rifece di un paio di intercetti passando due touchdown nel secondo tempo per il definitivo 24-14. Quattro giorni dopo, il giorno del Ringraziamento, la gara di Romo coi Panthers partì sotto cattivi auspici, facendosi intercettare tre passaggi nel primo tempo (di cui due ritornati in touchdown) e terminò sul finire del terzo quarto quando, in seguito a un sack di Thomas Davis, si infortunò nuovamente alla clavicola appena guarita. Il giorno successivo fu annunciato che sarebbe rimasto fuori per tutto il resto della stagione.

#### Stagione 2016
Il 25 agosto 2016, nella terza gara di pre-stagione contro i Seahawks, Romo si ruppe una vertebra in uno scontro con Cliff Avril. L'infortunio gli fece perdere tutte le prime dieci gare di campionato, col rookie Dak Prescott che prese il suo posto. Tornò nel roster attivo nella settimana 11 ma le prestazioni d'alto livello del nuovo arrivato convinsero i Cowboys a mantenere questi titolare. Romo finì così per disputare un solo drive nell'ultimo ininfluente turno di campionato, in cui passò un touchdown a Terrance Williams. A partire dall'azione successiva, fu il terzo quarterback Mark Sanchez a prendere il suo posto per il resto della gara.
Con Prescott divenuto il quarterback del futuro di Dallas, vi furono voci che Romo potesse passare agli Houston Texans per inseguire la vittoria del suo primo Super Bowl ma il 4 aprile 2017, a sorpresa, Romo annunciò il proprio ritiro dal football professionistico per dedicarsi alla carriera di commentatore televisivo.

## Palmarès
- Convocazioni al Pro Bowl: 4

2006, 2007, 2009, 2014
- Second-team All-Pro: 1

2014
- Quarterback della settimana: 5

1ª e 13ª del 2007, 10ª del 2011, 5ª del 2013, 12ª del 2014
- Giocatore offensivo della NFC del mese: 4

novembre 2006, settembre 2007, dicembre 2009, dicembre 2014
- GMC Never Say Never Moment della settimana: 4

2ª del 2011, 1ª e 10ª del 2012, 16ª del 2013
- Club delle 500 yard passate in una singola gara